# Рубинский, Кирилл Юрьевич
Кирилл Юрьевич Рубинский (род. 1968) — французский топ-менеджер и предприниматель российского происхождения.

## Биография
Отец — профессор Юрий Ильич Рубинский, советский ученый и дипломат, с 1977 по 1997 год (с перерывом в два года) работал Первым советником посольства СССР, а затем Российской Федерации во Франции, поэтому с 1977 по 1983 год Кирилл Рубинский провел в Париже. Некоторое время учился одновременно в советской школе при посольстве и во французском лицее.
Кирилл Рубинский окончил факультет Международных Экономических отношений МГИМО, где учился с перерывом на срочную службу в армии, экономист, специалист по международным финансам.
Затем поступил в аспирантуру Высшей коммерческой школы Парижа (ESCP-EAP).
В 1992 г. после прохождения стажировки получил приглашение на работу во французской медиакомпании «Canal+».
В начале 1993 года перешел в банк Credit Lyonnais, где проработал до конца 2000 года.
В конце 2000 г. был приглашён в американскую финансовую корпорацию Marsh and McLennan на должность управляющего директора, руководителя управления структурного финансирования Европейского отделения компании. Проживал в Лондоне, затем снова в Париже.
В 2003 году перешел в инвестиционную группу «Промышленные инвесторы», с тех пор жил в Москве (актуально на 2011 год).
С 2005 г. являлся членом, а затем, с ноября 2011 года — председателем совета директоров транспортной группы FESCO («Дальневосточное морское пароходство»).
На лето 2011 года входил в советы директоров Fesco, Морского банка, «Трансконтейнера» и ещё нескольких компаний из империи «Промышленных инвесторов» Сергея Генералова, занимающего 117 место в списке Forbes-2011.
С июня 2012 года назначен генеральным директором — президентом компании EastOne, финансово-промышленной группы, принадлежащей украинскому олигарху Виктору Пинчуку. С сентября 2012 года возглавил Совет Директоров ОАО «Интерпайп», крупнейшего производителя трубной продукции на Украине.
В 2017 году покинул East One в связи «с истечением контракта», в руководство «Интерпайп» на октябрь 2019 года не входит.